# 山中白云词
《山中白云词》是宋代词人张炎的词集名。

## 版本

### 元代
张炎词最早结集于元大德四年(1300)，此后陆续有新作增补，编定后名《山中白云词》，仇远为之作序。

### 明清以来

#### 八卷本
八卷本出自元陶宗仪手抄本，原本已佚。陶本不分卷，清朱彝尊据此本整理为八卷，康熙中龚翔麟、李符据朱抄本整理印行，通称“龚刻本”，收词296首。《四库全书》、《彊村丛书》均出自龚刻本。

#### 二卷本
二卷本中最早的是明吴讷的《唐宋明贤百家词》本，题《玉田词》二卷，收词153首。《四印斋所刻词》本《山中白云词》出自二卷本，系王鹏运据端木埰所得旧钞二卷本付梓，是为正集二卷；后续有补遗，成补录二卷、续补一卷。